# Ladislav Hecht
Ladislav Hecht (ur. 31 sierpnia 1909 w Żylinie, zm. 27 maja 2004 w Nowym Jorku) – tenisista czechosłowacki.
Był samoukiem; cieszył się uznaniem jako mistrz gry taktycznej. Jego najlepszym okresem w karierze była druga połowa lat 30., kiedy specjaliści widzieli go na pozycji nr 6 na świecie i nr 1 w Europie. W 1932 zdobył mistrzostwo pierwszej w historii olimpiadzie machabejskiej w Tel Awiwie, w latach 1930–1939 reprezentował Czechosłowację w Pucharze Davisa. Był również kapitanem zespołu daviscupowego. Po aneksji Czechosłowacji odmówił występów w barwach Niemiec w Pucharze Davisa; w 1939 wyjechał do USA.
Wygrał m.in. międzynarodowe mistrzostwa Polski, międzynarodowe mistrzostwa Niemiec oraz dwukrotnie był w finale Międzynarodowych Mistrzostw Włoch. Osiągał także dobre rezultaty w turniejach weteranów po II wojnie światowej. Wśród pokonanych przez niego zawodników byli m.in. Bobby Riggs, Fred Perry, Jack Crawford, Bunny Austin; w 1938 nie wykorzystał w turnieju wimbledońskim dwóch piłek meczowych w pojedynku z Donem Budge, który ostatecznie wygrał w tymże roku wszystkie turnieje Wielkiego Szlema.
Po zakończeniu kariery pracował w przemyśle zabawkarskim. Jego imię od 1966 nosi stadion sportowy w Bratysławie. W 2005 został wpisany do Hall of Fame Sportu Żydowskiego.